# Jagdgeschwader 27
A Jagdgeschwader 27 foi uma unidade aérea da Luftwaffe durante a Segunda Guerra Mundial, tendo combatido desde o início deste conflito até o término dele.

## Geschwaderkommodore
| Comandante                    | Data                                          |
| ----------------------------- | --------------------------------------------- |
| Oberstleutnant Max Ibel       | 1 de outubro de 1939 – 10 de outubro de 1940  |
| Major Bernhard Woldenga       | 11 de outubro de 1940 – 22 de outubro de 1940 |
| Major Wolfgang Schellmann     | 22 de outubro de 1940 – 21 de junho de 1941   |
| Major Bernhard Woldenga       | 21 de junho de 1941 – 10 de junho de 1942     |
| Oberstleutnant Eduard Neumann | 10 de junho de 1942 – 22 de abril de 1943     |
| Oberstleutnant Gustav Rödel   | 22 de abril de 1943 – 29 de dezembro de 1944  |
| Major Ludwig Franzisket       | 30 de dezembro de 1944 – 8 de maio de 1945    |

## Stab
Formado em 1 de Outubro de 1939 em Münster-Handorf.

## I. Gruppe

### Gruppenkommandeure
| Comandante                             | Data                                            |
| -------------------------------------- | ----------------------------------------------- |
| Hauptmann Helmut Riegel                | 1 de outubro de 1939 – 20 de julho de 1940      |
| Major Eduard Neumann                   | julho de 1940 – 10 de junho de 1942             |
| Hauptmann Gerhard Homuth               | 10 de junho de 1942 – novembro de 1942          |
| Hauptmann Heinrich Setz                | 12 de novembro de 1942 – 13 de março de 1943    |
| Hauptmann Hans-Joachim Heinecke        | 17 de março de 1943 – 7 de abril de 1943        |
| Hauptmann Erich Hohagen                | 7 de abril de 1943 – 1 de junho de 1943         |
| Hauptmann Hans Remmer                  | 1 de junho de 1943 – 15 de julho de 1943        |
| Hauptmann Ludwig Franzisket            | 15 de julho de 1943 – 12 de março de 1944       |
| Hauptmann Hans Remmer                  | março de 1944 – 2 de abril de 1944              |
| Hauptmann Walter Blume                 | 3 de abril de 1944 – abril de 1944              |
| Hauptmann Ernst Boerngen               | 13 de maio de 1944 – 19 de maio de 1944         |
| Major Karl-Wolfgang Redlich            | 19 de maio de 1944 – 29 de maio de 1944         |
| Hauptmann Walter Blume                 | 29 de maio de 1944 – 11 de junho de 1944        |
| Hauptmann Rudolf Sinner                | 12 de junho de 1944 – 30 de julho de 1944       |
| Hauptmann Siegfried Luckenbach         | 30 de julho de 1944 – 15 de agosto de 1944      |
| Hauptmann Diethelm von Eichel-Streiber | 25 de agosto de 1944 – 30 de novembro de 1944   |
| Hauptmann Johannes Neumayer            | 1 de dezembro de 1944 – 11 de dezembro de 1944  |
| Hauptmann Schüller                     | 11 de dezembro de 1944 – 22 de dezembro de 1944 |
| Hauptmann Eberhard Schade              | 22 de dezembro de 1944 – 1 de março de 1945     |
| Leutnant Buchholz                      | 1 de março de 1945 – 3 de abril de 1945         |
| Hauptmann Emil Clade                   | 3 de abril de 1945 – 8 de maio de 1945          |

Formado em 1 de Outubro de 1939 em Münster-Handorf com:
- Stab I./JG27 novo
- 1./JG27 novo
- 2./JG27 novo
- 3./JG27 novo

O 14./JG27 foi formado em 12 de Junho de 1944 a partir de partes do II./JG 77, e foi anexado ao Gruppe entre 12 de Junho de 1944 - 15 de Agosto de 1944. Em 15 de Agosto de 1944 foi acrescentado ao 4 staffeln:
- 1./JG27
- 2./JG27
- 3./JG27
- 4./JG27 a partir do 14./JG27

O 4./JG27 foi dispensado em 14 de Fevereiro de 1945.
O 2./JG27 em Evreux (Janeiro de 43 - Fevereiro de 43, Jafü 3), Beaumont-le-Roger (Fevereiro de 1943 - 15 de Março de 1943, Jafü 3), Amsterdam-Schiphol (15 de Março de 1943 - 25 de Março de 1943, Jafü Holland-Ruhrgebiet) e Leeuwarden (25 de Março de 1943 - Junho de 1943, Jafü Holland-Ruhrgebiet), e entrou para o Stab I. e 1./JG27 em Marignane em Junho de 1943; 3./JG27 permanecendo em Poix, e movida para Münster-Handorf em 29.7.43.

## II. Gruppe

### Gruppenkommandeure
| Comandante                 | Data                                            |
| -------------------------- | ----------------------------------------------- |
| Hauptmann Erich von Selle  | 3 de janeiro de 1940 – 6 de fevereiro de 1940   |
| Hauptmann Walter Andres    | 6 de fevereiro de 1940 – 4 de setembro de 1940  |
| Hauptmann Ernst Düllberg   | 8 de agosto de 1940 – 4 de setembro de 1940     |
| Hauptmann Wolfgang Lippert | 4 de setembro de 1940 – 23 de novembro de 1941  |
| Oberleutnant Gustav Rödel  | 23 de novembro de 1941 – 25 de dezembro de 1941 |
| Hauptmann Erich Gerlitz    | 25 de dezembro de 1941 – 20 de maio de 1942     |
| Hauptmann Gustav Rödel     | 20 de maio de 1942 – 20 de março de 1943        |
| Hauptmann Werner Schroer   | 20 de março de 1943 – 13 de março de 1944       |
| Hauptmann Fritz Keller     | 14 de março de 1944 – 17 de dezembro de 1944    |
| Hauptmann Herbert Kutscha  | dezembro de 1944 – 20 de janeiro de 1945        |
| Oberleutnant Anton Wöffen  | 3 de janeiro de 1945 – 20 de janeiro de 1945    |
| Hauptmann Gerhard Hoyer    | 21 de janeiro de 1945 – 21 de janeiro de 1945   |
| Hauptmann Fritz Keller     | janeiro de 1945 – 8 de maio de 1945             |

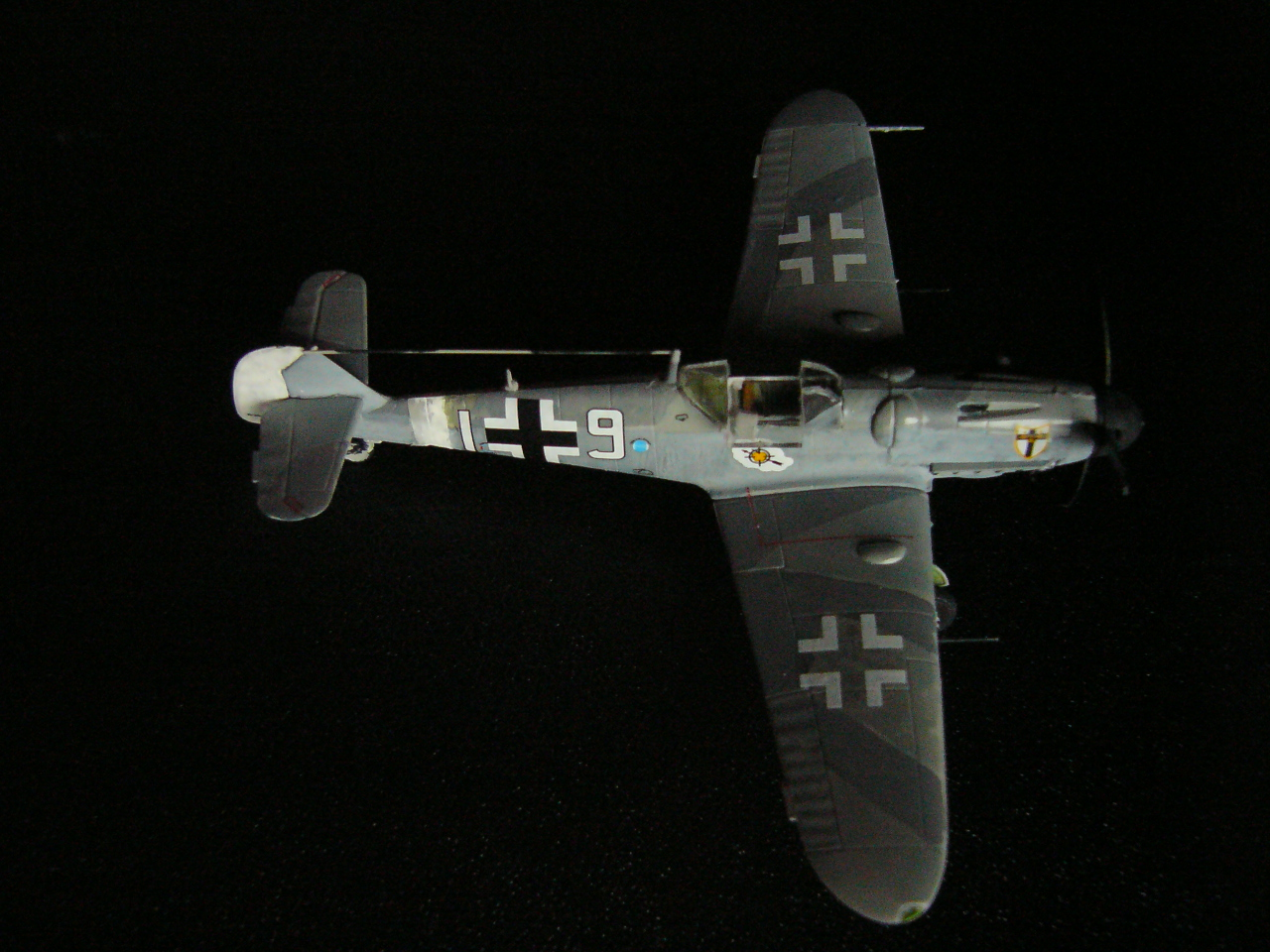
Um BF109G-6 da 7/JG27

Formado em 3 de janeiro de 1940 em Magdeburg-Ost com:
- Stab II./JG27 novo
- 4./JG27 novo
- 5./JG27 novo
- 6./JG27 novo

Em 15 de agosto de 1944 foi reorganizado:
- 5./JG27 não mudou
- 6./JG27 não mudou
- 7./JG27 a partir do antigo 4./JG27
- 8./JG27 formou 10.44 (novo)
- 8./JG27 foi dispensado em 14 de Fevereiro de 1945.

## III. Gruppe

### Gruppenkommandeure
| Comandante                    | Data                                           |
| ----------------------------- | ---------------------------------------------- |
| Hauptmann Joachim Schlichting | 9 de julho de 1940 – 6 de setembro de 1940     |
| Hauptmann Max Dobislav        | 7 de setembro de 1940 – 30 de setembro de 1941 |
| Hauptmann Erhard Braune       | 1 de outubro de 1941 – 11 de outubro de 1942   |
| Hauptmann Ernst Düllberg      | 11 de outubro de 1942 – 30 de setembro de 1944 |
| Oberleutnant Franz Stigler    | 1 de outubro de 1944 – 7 de outubro de 1944    |
| Hauptmann Peter Werfft        | outubro de 1944 – 7 de maio de 1945            |
| Oberleutnant Emil Clade       | fevereiro de 1945 – 3 de abril de 1945         |

Formado em 9 de julho de 1940 em Carquebut a partir do I./JG 1 com:
- Stab III./JG27 a partir do Stab I./JG1
- 7./JG27 a partir do 1./JG1
- 8./JG27 a partir do 2./JG1
- 9./JG27 a partir do 3./JG1

En junho de 1943 o 8./JG27 foi usado para formar o IV./JG27 (se tornando 12./JG27) e um novo 8./JG27 foi formado. O 10./JG27 foi adicionado em março de 1944 a partir de partes do 7./JG27. Entre 20 de Maio de 1944 e 15 de junho de 1944, o 7./JG27 foi conhecido como 7. (Ersatz)/JG27. Em 1 de maio de 1944 o 10./JG27 se tornou 13./JG27, mas ainda pertencendo ao III./JG27. O JG27 foi reorganizado em 15 de agosto de 1944:
- 9./JG27 não mudou
- 10./JG27 a partir do 13./JG27
- 11./JG27 a partir do antigo 8./JG27
- 12./JG27 a partir do antigo 7./JG27

## IV. Gruppe

### Gruppenkommandeure
| Comandante                      | Data                                           |
| ------------------------------- | ---------------------------------------------- |
| Hauptmann Rudolf Sinner         | junho de 1943 – 13 de setembro de 1943         |
| Oberleutnant Dietrich Boesler   | setembro de 1943 – 10 de outubro de 1943       |
| Oberleutnant Alfred Burk        | outubro de 1943 – 18 de outubro de 1943        |
| Hauptmann Joachim Kirschner     | 19 de outubro de 1943 – 17 de dezembro de 1943 |
| Hauptmann Otto Meyer            | dezembro de 1943 – 12 de julho de 1944         |
| Hauptmann Hanns-Heinz Dudeck    | julho de 1944 – 1 de janeiro de 1945           |
| Hauptmann Ernst-Wilhelm Reinert | 2 de janeiro de 1945 – 23 de março de 1945     |

Formado em maio de 1943 em Kalamaki com 10. - 12. staffeln com:
- Stab IV./JG27 novo
- 10./JG27 novo
- 11./JG27 novo
- 12./JG27 a partir do 8./JG27

O 15./JG27 foi formado em 12 de junho de 1944 e se juntou ao Gruppe. O IV./JG27 foi reorganizado em 15 de agosto de 1944:
- 13./JG27 a partir do 10./JG27
- 14./JG27 a partir do 12./JG27
- 15./JG27 a partir do 11./JG27
- 16./JG27 a partir do antigo 15./JG27

O IV./JG27 foi dispensado em 31 de março de 1945.

## 10. (Jabo)/JG27
Formado em 5 de Maio de 1942 em Martuba. Em 1 de Setembro de 1942 foi redesignado 2./Jabogruppe Afrika.

## 15. (span.)/JG27

### Staffelkapitän
- Comandante Don Angel Salas Larrazabal, Julho de 1941 - Março de 1942[1]

Formado em 23 de Setembro de 1941 em Madrid como um Jagdstaffel espanhol. O pessoal da divisão doi transferido para Werneuchen em 27 de Julho de 1941 para dois meses de treinamento e movidos para Moschna em 24 de Setembro de 1941 e se tornou oficialmente 15. (span.)/JG27. Foi oficialmente dispensado em 4 de Março de 1942 em Madrid.

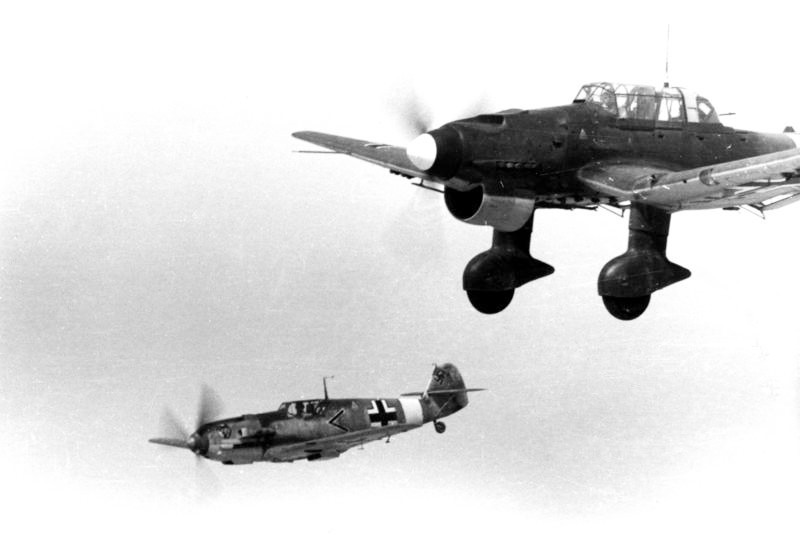

## Ergänzungsgruppe

### Kommandeur
- Hptm Erich Gerlitz, 13 de Outubro de 1940 - 12 de Junho de 1941
- Hptm Herbert Nebenführ, 12 de Junho de 1941 - 2 de Fevereiro de 1942

Formado em 13 de Outubro de 1940 em Guines, como Erg.Staffel/JG27. Em 12 de Junho de 1941 se tornou Ergänzungsgruppe/JG27 com:
- Stab do Ergänzungsgruppe/JG27 novo
- 1. Einsatzstaffel/JG27 novo
- 2. Ausbildungsstaffel/JG27 from Erg.Sta./JG27

Dispensado em 2 de Fevereiro de 1942:
- Stab of Ergänzungsgruppe/JG27 se tornou Stab/EJGr.Süd
- 1. Einsatzstaffel/JG27 se tornou 8./JG 1
- 2. Ausbildungsstaffel se tornou 2./EJGr.Süd

## Estatísticas
|                                                                | Vitórias               | KIA                    | MIA                    | POW                    | Feridos                | Debilitados            |
| Stab/Jagdgeschwader 27                                         | Stab/Jagdgeschwader 27 | Stab/Jagdgeschwader 27 | Stab/Jagdgeschwader 27 | Stab/Jagdgeschwader 27 | Stab/Jagdgeschwader 27 | Stab/Jagdgeschwader 27 |
| -------------------------------------------------------------- | ---------------------- | ---------------------- | ---------------------- | ---------------------- | ---------------------- | ---------------------- |
| Batalha da França 10 de maio de 1940 – 25 de junho de 1940     | 18                     | 0                      | 0                      | 0                      | 0                      | 0                      |
| Batalha da Inglaterra julho de 1940 – novembro de 1940         | 1                      | 0                      | 0                      | 1                      | 0                      | 0                      |
| Balcãs abril 1941 – maio de 1941                               | 1                      | 2                      | 0                      | 2                      | 0                      | 1                      |
| Operação Barbarossa junho de 1941 – outubro de 1941            | 13                     | 1                      | 0                      | 0                      | 0                      | 0                      |
| Norte da África 10 de dezembro de 1941 – 2 de dezembro de 1942 | 1                      | 2                      | 0                      | 0                      | 1                      | 0                      |
| Sicília abril 1943 – junho de 1943                             | 5                      | 0                      | 0                      | 0                      | 0                      | 0                      |
| Mar de Aegean julho de 1943 – fevereiro de 1944                | 6                      | 1                      | 0                      | 0                      | 1                      | 0                      |
| Defesa do Reich fevereiro de 1944 – junho de 1944              | 25                     | 4                      | 0                      | 0                      | 0                      | 0                      |
| Invasão da Normandia junho de 1944 – agosto de 1944            | 12                     | 2                      | 0                      | 0                      | 0                      | 0                      |
| I./Jagdgeschwader 27                                           |                        |                        |                        |                        |                        |                        |
| Norte da África 18 de abril de 1941 – 16 de novembro de 1942   | 590                    | 16                     | 8                      | 8                      | 10                     | 8                      |
| II./Jagdgeschwader 27                                          |                        |                        |                        |                        |                        |                        |
| Norte da África 16 de setembro de 1941 – 6 de dezembro de 1942 | 433                    | 23                     | 6                      | 19                     | 18                     | 4                      |
| Total                                                          |                        |                        |                        |                        |                        |                        |

## Vitórias e Baixas
O esquadrão alcançou 3.142 vitórias e perdeu 1.400 máquinas. 725 pilotos morreram entre 1939 e 1945.
| Unidade    | Vitórias | Baixas (KIA e WIA) |
| ---------- | -------- | ------------------ |
| Stab JG 27 | 82       | 12                 |
| I./JG 27   | 989      | 180                |
| II./JG 27  | 962      | 234                |
| III./JG 27 | 851      | 173                |
| IV./JG 27  | 258      | 126                |
| Total      | 3 142    | 725                |

## Recebedores da Cruz de Ferro
A seguir esta a lista dos recebedores da Cruz de Cavaleiro da Cruz de Ferro da Jagdgeschwader 27.
| Nome                     | Cruz de Cavaleiro              | Folhas de Carvalho    | Espadas                | Diamantes             |
| ------------------------ | ------------------------------ | --------------------- | ---------------------- | --------------------- |
| Wilhelm Balthasar        | 14 de junho de 1940            | 12 de julho de 1941   |                        |                       |
| Max Ibel                 | 22 de agosto de 1940           |                       |                        |                       |
| Wolfgang Lippert         | 24 de setembro de 1940         |                       |                        |                       |
| Joachim Schlichting      | 14 de dezembro de 1940         |                       |                        |                       |
| Gerhard Homuth           | 14 de junho de 1941            |                       |                        |                       |
| Gustav Rödel             | 22 de Junho de 1941            | 20 de junho de 1943   |                        |                       |
| Karl-Wolfgang Redlich    | 9 de julho de 1941             |                       |                        |                       |
| Ludwig Franzisket        | 20 de julho de 1941            |                       |                        |                       |
| Erbo Graf von Kageneck   | 30 de julho de 1941            | 26 de outubro de 1941 |                        |                       |
| Hans-Joachim Marseille   | 22 de fevereiro de 1942        | 6 de junho de 1942    | 18 de junho de 1942    | 3 de setembro de 1942 |
| Otto Schulz              | 22 de Fevereiro de 1942        |                       |                        |                       |
| Ernst-Wilhelm Reinert    | 1 de julho de 1942             | 7 de outubro de 1942  | 1 de fevereiro de 1945 |                       |
| Hans-Arnold Stahlschmidt | 20 de agosto de 1942           | 3 de janeiro de 1944* |                        |                       |
| Friedrich Körner         | 6 de setembro de 1942          |                       |                        |                       |
| Werner Schröer           | 20 de outubro de 1942          | 2 de agosto de 1943   | 19 de abril de 1945    |                       |
| Karl-Heinz Bendert       | 30 de outubro de 1942          |                       |                        |                       |
| Günter Steinhausen       | 3 de novembro de 1942*         |                       |                        |                       |
| Wolf-Udo Ettel           | 1 de junho de 1943, com a JG 3 | 31 de agosto de 1943* |                        |                       |
| Willy Kientsch           | 22 de novembro de 1943         | 20 de julho de 1944*  |                        |                       |
| Hans Remmer              | 9 de junho de 1944*            |                       |                        |                       |
| Ernst Düllberg           | 20 de julho de 1944            |                       |                        |                       |
| Ernst Börngen            | 3 de agosto de 1944            |                       |                        |                       |
| Fritz Gromotka           | 28 de janeiro de 1945          |                       |                        |                       |
| Peter Werfft             | 28 de janeiro de 1945          |                       |                        |                       |

## Membros Notáveis
- Adolf Galland (Recebedor da Cruz de Cavaleiro de Cruz de Ferro com Folhas de Carvalho, Espadas e Diamantes)
- Hans-Joachim Marseille (Recebedor da Cruz de Cavaleiro de Cruz de Ferro com Folhas de Carvalho, Espadas e Diamantes, na Bundeswehr o quartel Marseille-Kaserne em Appen foi nomeado em sua homenagem em 1975)
- Gustav Rödel (Chegou a patente de Brigadegeneral no período de pós-guerra na Bundeswehr)